# A Plague Tale: Requiem
A Plague Tale: Requiem — відеогра 2022 року в жанрі пригодницький бойовик та стелс, розроблена Asobo Studio та видана Focus Entertainment. Це сиквел відеогри A Plague Tale: Innocence 2019-го року і розповідає про пригоди сестри і брата Амісії та Г'юго де Рун, які шукають ліки від хвороби Г'юго на півдні Франції, тікаючи від солдатів інквізиції та орд пацюків, які поширюють Чорну Смерть. Гра вийшла на Windows, Nintendo Switch, PlayStation 5 і Xbox Series X/S 17 жовтня 2022 року.

## Ігровий процес
Як і попередня гра, Requiem є рольовим бойовиком з видом від третьої особи. У грі гравець бере на контроль над Амісією та повинен протистояти як солдатам французької інквізиції, так і ордам пацюків, які поширюють чорну чуму. Геймплей багато в чому схожий на першу гру, хоча бойова система буде значно розширена. Амісія оснащена такими видами зброї, як ніж, щоб колоти ворогів, праща, якою можна кидати каміння, і арбалет, який дозволяє їй легко перемагати броньованих супротивників. Арбалетні болти, метальні горщики та каміння можна поєднувати з алхімічними сумішами. Окрім сумішей Іґніфер (Ignifer) та Екстінґіс (Extinguis), що дозволяють гравцеві запалювати та гасити полум'я відповідно, у грі представлено дьоготь, що збільшує радіус джерела світла та може використовуватися для підпалювання ворогів.
Локації в Requiem також стали більші, що дає гравцям додаткові можливості для прогресу. Стелс-можливості в грі було розширено. На відміну від Innocence, Амісія вже не помирає після одного удару ворогів. Вона також може повернутися до стелсу після того, як її виявили вороги, і протистояти їхнім атакам, якщо наблизиться до них достатньо близько. Брат Амісії Г'юго, який пов'язаний із чумою, може використовувати здатність під назвою Луна, яка показує місцезнаходження ворогів крізь стіни. Г'юго також може керувати ордами пацюків, щоб перемогти ворогів. Подібно до першої гри, пацюки, які мають світлобоязнь, відіграють величезну роль у грі. Амісія та Г'юго повинні залишатися на освітлених ділянках місцевості, інакше їх з'їдять пацюки. Амісія може використовувати пацюків у своїх інтересах, маніпулюючи ними, щоб розгадувати головоломки або навіть спонукати їх вбивати ворогів.
У грі також є система прогресу персонажів, завдяки якій гравець буде отримувати додаткові навички та здібності. Гравці, які обирають стелс-манеру гри, отримають навички, які дозволять їм ефективніше прокрадатися непомітно, а ті, хто віддає перевагу більш смертоносному підходу, отримають додаткові бойові навички. Спорядження гравця також можна покращувати на верстаках.

## Сюжет
Через шість місяців після подій першої гри сестрі та брату Амісії та Г'юго де Рун тепер доведеться вирушити до південної Франції у пошуках острова, на якому можна знайти ліки від таємничої хвороби крові Г'юго. Г'юго часто почувається перевантаженим своїми новознайденими здібностями, тоді як Амісія мусить зіткнутися з емоційною травмою від убивства ворогів та інших дій, зроблених для захисту себе та свого брата.

## Розробка
Requiem створює французька компанія з розробки відеоігор Asobo Studio. Подібно до першої гри, дія гри відбувається в середньовічній Франції в XIV столітті. Щоб переконатися в достовірності місць, команда співпрацювала з Роксаною Чіла, доктором середньовічної історії, і переглядала Вікіпедію та інші спеціалізовані веб-сайти для отримання додаткової інформації. Вони також черпали натхнення з особистого досвіду деяких членів своєї команди. На початку розробки було вирішено, що гра матиме іншу палітру кольорів порівняно з її попередницею. В результаті дію гри було перенесено з похмурої, охопленої війною Аквітанії в Прованс, який є більш барвистим і яскравим. За словами головного сценариста Себастьєна Ренара, це створило «гостріший контраст між суворою реальністю середньовічної обстановки, в якій відбуваються жахливі події, та прекрасним, іноді незвіданим середовищем». Щоб створити додаткові можливості для розгадування головоломок, у грі представлено кілька нових локацій, зокрема гавані та ринки.
A Plague Tale: Requiem було анонсовано Asobo Studio та видавцем Focus Entertainment під час прес-конференції Microsoft на виставці E3 2021. Гра змагалася за нагороду Tribeca Games Award і була включена як офіційний вибір. Реліз гри запланований на 18 жовтня 2022 року для Windows, PlayStation 5 і Xbox Series X і Series S. Можливості нового покоління консолей дозволили грі рендерити більше 300 000 пацюків одночасно. Хмарна версія гри також буде випущена для Nintendo Switch того ж дня.